# Щекавицька площа
Щекави́цька пло́ща — площа у Подільському районі міста Києва, місцевість Поділ. Розташована між Костянтинівською, Межигірською та Щекавицькою вулицями.

## Історія
1982 року отримала назву площа Червона Пресня, на ознаменування дружби трудових колективів Подільського району міста Києва та Краснопресненського району міста Москви. У центрі площі була встановлена бронзова копія скульптури Івана Шадра «Камінь — зброя пролетаріату».
У 2006–2008 роках Комісія КМДА з питань перейменувань і пам'ятних знаків пропонувала перейменувати площу на честь радянського кінорежисера Сергія Бондарчука, однак депутати Київради не проголосували за таке рішення.
Сучасна назва, що походить від гори Щекавиці — з 2018 року.

## Забудова
У 2006–2007 роках на площі планувалося спорудити храм Української єпархії Вірменської апостольської церкви, однак внаслідок спротиву мешканців будівництво було припинене. Водночас пам'ятник «Камінь — зброя пролетаріату» було перенесено із центру площі на інший бік Щекавицької вулиці, до скверу навпроти кінотеатру «Жовтень».

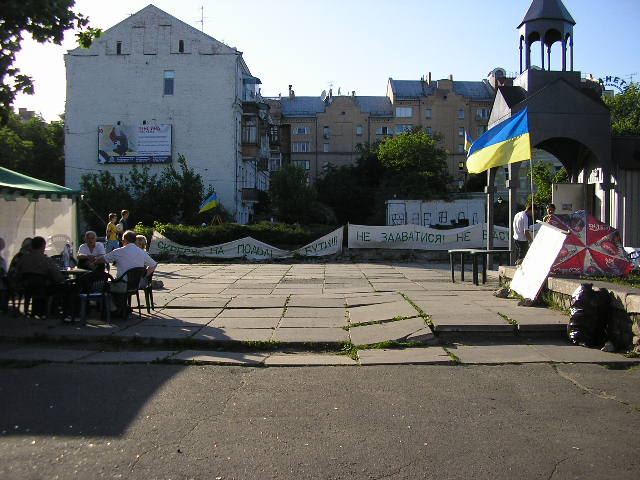
Пікет на Щекавицькій площі 21 травня 2007 року проти забудови
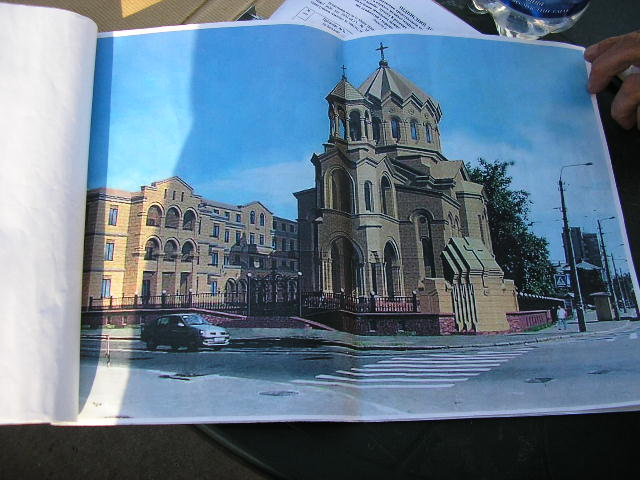
Проект спорудження Вірменської церкви на Щекавицькій площі
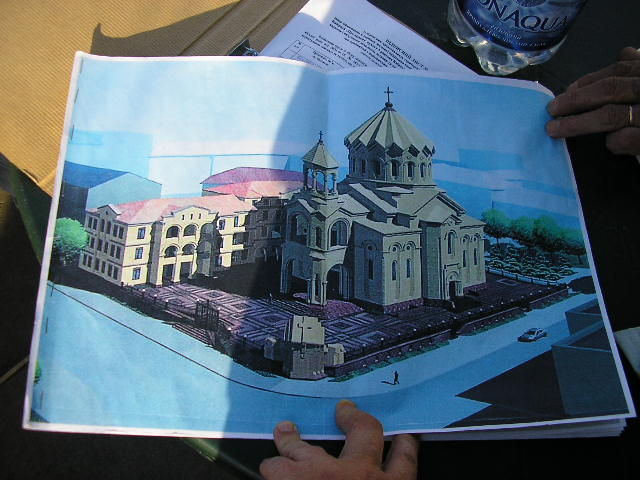
Проект 2006 року забудови Щекавицької площі. Ескіз

## Зображення

Пам'ятник «Камінь — зброя пролетаріату» на площі (демонтований 2016 року)